# Eenmansorkest

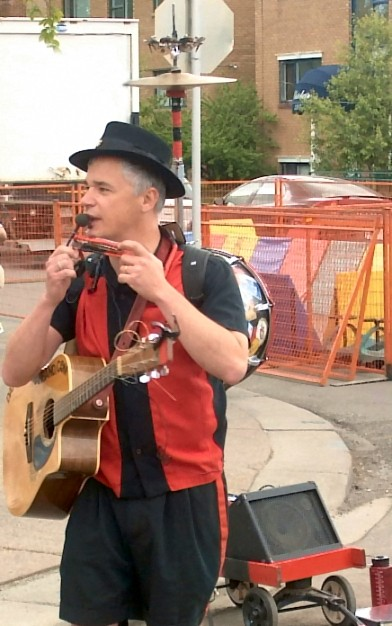
Een eenmansorkest in Calgary, Alberta

Een eenmansorkest of eenmansband is een muzikant die meerdere muziekinstrumenten bespeelt en hiermee muziek maakt die doorgaans door meerdere mensen gemaakt wordt. De term kan op twee manieren worden gebruikt. De eerste en bekendste is een musicus die alle instrumenten tegelijk bespeelt, meestal door gelijktijdig gebruik te maken van handen en voeten of speciale constructies. Een dergelijk musicus wordt ook wel Nikkelen Nelis genoemd. De andere is een musicus die het geluid van meerdere muziekinstrumenten los van elkaar opneemt, en deze opnames vervolgens combineert tot een geheel waardoor het lijkt alsof alle instrumenten tegelijk bespeeld worden. Hiervoor bespeelt de musicus dan vaak één of meerdere synthesizers die alle instrumenten tegelijk laten klinken als hij/zij op de toetsen drukt.
Eenmansorkesten komen in verschillende variaties voor. De simpelste is een zanger die zichzelf begeleid op een gitaar, mondharmonica en af en toe trommel. Deze combinatie wordt vaak door straatmuzikanten gebruikt. Complexere samenstellingen kunnen echter ook gebruikmaken van blaasinstrumenten, cymbals, en een elektronisch toetsenbord.
Het principe van een artiest die meerdere instrumenten tegelijk bespeelt dateert terug tot de 13e eeuw, maar vanaf begin 20e eeuw werd het fenomeen steeds bekender.
Naar aantal leden: Eenmansorkest / Solist · Duo ·  Trio ·  Kwartet ·  Kwintet · Sextet · Septet · Octet · Nonet